# Pouillot de Milne-Edwards
Phylloscopus armandii
Espèce
Répartition géographique
Statut de conservation UICN

 LC  : Préoccupation mineure
Le Pouillot de Milne-Edwards (Phylloscopus armandii) est une espèce de passereaux de la famille des Phylloscopidae.
Son épithète spécifique est attribué au père Armand David (1826–1900).

## Répartition et sous-espèces
Selon la classification de référence du Congrès ornithologique international (15.1, 2025) il se répartit en deux sous-espèces (ordre phylogénique) :
- P. a. armandii (Milne-Edwards, 1865) — centre/sud de la Chine ;
- P. a. perplexus Ticehurst, 1934 — centre/nord-est de la Chine.